# Рсавци
Рсавци су насеље у Србији у општини Врњачка Бања у Рашком округу. Према попису из 2022. било је 322 становника.

## Историја
Био је 1899. године сеоски учитељ Радоје Јоновић.

## Демографија
У насељу Рсавци живи 327 пунолетних становника, а просечна старост становништва износи 41,3 година (39,8 код мушкараца и 42,6 код жена). У насељу има 147 домаћинстава, а просечан број чланова по домаћинству је 2,71.
Ово насеље је великим делом насељено Србима (према попису из 2002. године), а у последња три пописа, примећен је пад у броју становника.
|  |

| Демографија | Демографија | Демографија |
| Година      | Становника  | Становника  |
| ----------- | ----------- | ----------- |
| 1948.       | 435         |             |
| 1953.       | 435         |             |
| 1961.       | 436         |             |
| 1971.       | 424         |             |
| 1981.       | 424         |             |
| 1991.       | 410         | 404         |
| 2002.       | 399         | 400         |

| Етнички састав према попису из 2002.‍ | Етнички састав према попису из 2002.‍ | Етнички састав према попису из 2002.‍ | Етнички састав према попису из 2002.‍ | Етнички састав према попису из 2002.‍ |
| ------------------------------------ | ------------------------------------ | ------------------------------------ | ------------------------------------ | ------------------------------------ |
|                                      |                                      |                                      |                                      |                                      |
| Срби                                 | Срби                                 |                                      | 393                                  | 98,49%                               |
| Црногорци                            | Црногорци                            |                                      | 3                                    | 0,75%                                |
| непознато                            | непознато                            |                                      | 2                                    | 0,50%                                |

| Година пописа     | 1948. | 1953. | 1961. | 1971. | 1981. | 1991. | 2002. |
| ----------------- | ----- | ----- | ----- | ----- | ----- | ----- | ----- |
| Број домаћинстава | 85    | 92    | 108   | 116   | 123   | 120   | 147   |

| Број чланова      | 1  | 2  | 3  | 4  | 5 | 6 | 7 | 8 | 9 | 10 и више | Просек |
| ----------------- | -- | -- | -- | -- | - | - | - | - | - | --------- | ------ |
| Број домаћинстава | 31 | 40 | 34 | 29 | 8 | 5 | 0 | 0 | 0 | 0         | 2,71   |

| Пол    | Укупно | Неожењен/Неудата | Ожењен/Удата | Удовац/Удовица | Разведен/Разведена | Непознато |
| ------ | ------ | ---------------- | ------------ | -------------- | ------------------ | --------- |
| Мушки  | 163    | 41               | 111          | 5              | 4                  | 2         |
| Женски | 180    | 26               | 110          | 38             | 5                  | 1         |
| УКУПНО | 343    | 67               | 221          | 43             | 9                  | 3         |

| Пол    | Укупно                    | Пољопривреда, лов и шумарство | Рибарство                            | Вађење руде и камена | Прерађивачка индустрија       |
| ------ | ------------------------- | ----------------------------- | ------------------------------------ | -------------------- | ----------------------------- |
| Мушки  | 92                        | 16                            | 0                                    | 0                    | 15                            |
| Женски | 63                        | 10                            | 0                                    | 0                    | 14                            |
| УКУПНО | 155                       | 26                            | 0                                    | 0                    | 29                            |
| Пол    | Производња и снабдевање   | Грађевинарство                | Трговина                             | Хотели и ресторани   | Саобраћај, складиштење и везе |
| Мушки  | 1                         | 3                             | 11                                   | 7                    | 6                             |
| Женски | 0                         | 1                             | 10                                   | 12                   | 0                             |
| УКУПНО | 1                         | 4                             | 21                                   | 19                   | 6                             |
| Пол    | Финансијско посредовање   | Некретнине                    | Државна управа и одбрана             | Образовање           | Здравствени и социјални рад   |
| Мушки  | 0                         | 13                            | 2                                    | 1                    | 1                             |
| Женски | 1                         | 4                             | 0                                    | 1                    | 6                             |
| УКУПНО | 1                         | 17                            | 2                                    | 2                    | 7                             |
| Пол    | Остале услужне активности | Приватна домаћинства          | Екстериторијалне организације и тела | Непознато            | Непознато                     |
| Мушки  | 10                        | 0                             | 0                                    | 6                    | 6                             |
| Женски | 0                         | 0                             | 0                                    | 4                    | 4                             |
| УКУПНО | 10                        | 0                             | 0                                    | 10                   | 10                            |